# پیپت استرالیایی
پیپت استرالیایی (نام علمی: Anthus australis) یک پرنده گنجشک‌سان نسبتاً کوچک در کشورهای باز در استرالیا و گینه نو است. وابسته به سردهٔ پیپت‌ها (Anthus) از تیرهٔ دم‌جنبانکان (Motacillidae) است.

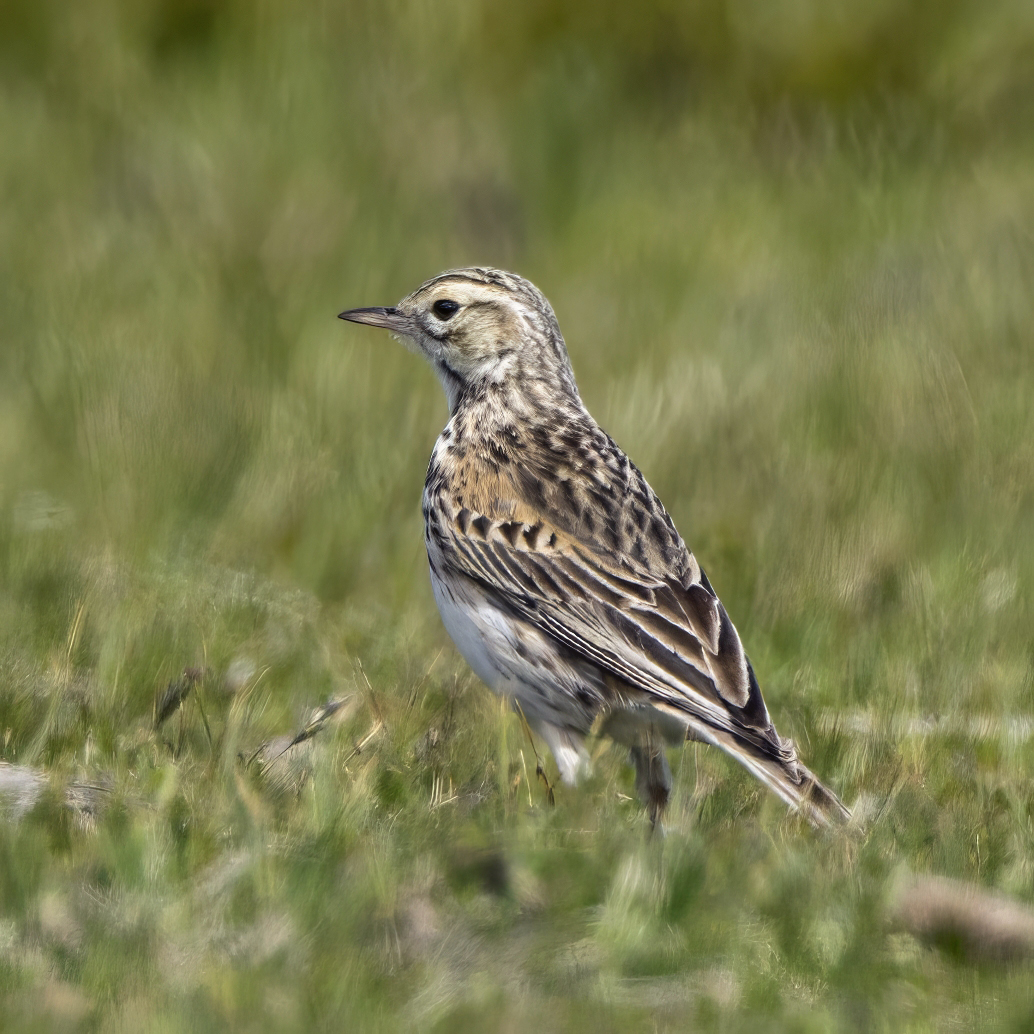
A. a. bistriatus در تاسمانی